# Campeonato Europeo de Remo de 2025
El XIX Campeonato Europeo de Remo se celebró en Plovdiv (Bulgaria) entre el 29 de mayo y el 1 de junio de 2025 bajo la organización de la Federación Internacional de Sociedades de Remo (FISA) y la Federación Búlgara de Remo.
Originalmente, el campeonato iba a disputarse en  en Belgrado (Serbia), pero la FISA canceló está sede por estar la federación serbia suspendida.
Las competiciones se realizaron en el canal de remo ubicado a un costado del río Maritsa, al oeste de la ciudad búlgara.

## Medallistas

### Masculino
| Evento                               | Oro | Plata | Bronce |
| ------------------------------------ | --- | --- | --- |
| Scull individual M1X (01.06)         | Yauheni Zalaty · AIN · 6:41,09 | Stéfanos Duskos · Grecia · 6:44,90 | Mihai Chiruță · Rumania · 6:45,80 |
| Doble scull M2X (31.05)              | Mirosław Ziętarski · Mateusz Biskup · Polonia · 6:02,93 | Andrei-Sebastian Cornea · Marian Enache · Rumania · 6:03,87 | Fintan McCarthy Konan Pazzaia Irlanda 6:05,48 |
| Cuatro scull M4X (01.06)             | Cedol Dafydd Callum Dixon Matthew Haywood Rory Harris Reino Unido 5:35,02                                                                                            | Mats van Sabben · Lucas Keijzer · Simon van Dorp · Gert-Jan van Doorn · Países Bajos · 5:36,70                                                                                             | Dominik Czaja · Piotr Płomiński · Jakub Woźniak · Konrad Domański · Polonia · 5:36,76 |
| Dos sin timonel M2- (31.05)          | Florin Arteni-Fîntînariu · Florin Lehaci · Rumania · 6:11,57 | Nunzio Di Colandrea · Giovanni Codato · Italia · 6:15,06 | Jaime Canalejo Pazos · Javier García Ordóñez · España · 6:16,72 |
| Cuatro sin timonel M4- (31.05)       | Ștefan Berariu · Sergiu Bejan · Andrei Mândrilă · Ciprian Tudosă · Rumania · 5:48,27                                                                                 | Patrik Lončarić · Anton Lončarić · Martin Sinković · Valent Sinković · Croacia · 5:49,78                                                                                                   | Armand Pfister Nikola Kolarevic Valentin Onfroy Téo Rayet Francia 5:52,18 |
| Ocho con timonel M8+ (01.06)         | William Stewart Matthew Rowe Miles Beeson Fergus Woolnough David Bewicke-Copley Samuel Nunn Matthew Aldridge Archie Drummond William Denegri (t) Reino Unido 5:21,22 | Lennart van Lierop · Jorn Salverda · Eli Brouwer · Olav Molenaar · Wibout Rustenburg · Guillaume Krommenhoek · Jan van der Bij · Mick Makker · Jonna de Vries (t) · Países Bajos · 5:21,46 | Davide Comini · Salvatore Monfrecola · Francesco Pallozzi · Alfonso Scalzone · Giovanni Abagnale · Alessandro Gardino · Nunzio Di Colandrea · Giovanni Codato · Alessandra Faella (t) · Italia · 5:24,00 |
| Scull individual ligero LM1X (31.05) | Fabio Kress · Alemania · 6:51,24 | Halil Kaan Köroğlu Turquía 6:51,63 | Mikita Karneyeu · AIN · 7:00,23 |
| Doble scull ligero LM2X (01.06)      | Joachim Agne · Finn Wolter · Alemania · 6:25,53 | Elias Hautsch · Mathias Mair · Austria · 6:35,50 | — |
| Dos sin timonel ligero LM2- (01.06)  | Maximilian Aigner · Alexander Aigner · Alemania · 6:54,71 | Davit Lashkareishvili Guiorgui Kanteladze Georgia 6:59,12 | Nichita Naumciuc Dmitrii Zincenco Moldavia 7:03,99 |

### Femenino
| Evento                               | Oro | Plata | Bronce |
| ------------------------------------ | --- | --- | --- |
| Scull individual W1X (01.06)         | Lauren Henry Reino Unido 7:17,80 | Fiona Murtagh Irlanda 7:21,11 | Frida Nielsen Dinamarca 7:23,57 |
| Doble scull W2X (31.05)              | Roos de Jong · Tessa Dullemans · Países Bajos · 6:48,83                                                                                                  | Dímitra Kontú · Zoí Fitsiu · Grecia · 6:49,11 | Andrada-Maria Moroșanu · Mariana-Laura Dumitru · Rumania · 6:51,96 |
| Cuatro scull W4X (01.06)             | Sarah McKay Lola Anderson Cameron Nyland Rebecca Wilde Reino Unido 6:11,00                                                                               | Sarah Wibberenz · Frauke Hundeling · Lisa Gutfleisch · Pia Greiten · Alemania · 6:12,62                                                                                        | Lisa Bruijnincx · Lisanne van der Lelij · Margot Leeuwenburgh · Willemijn Mulder · Países Bajos · 6:14,02                                                                         |
| Dos sin timonel W2- (31.05)          | Maria-Magdalena Rusu · Simona Radiș · Rumania · 6:49,18                                                                                                  | Laura Meriano · Alice Codato · Italia · 6:52,54 | Eleanor Brinkhoff Megan Slabbert Reino Unido 655,47: |
| Cuatro sin timonel W4- (31.05)       | Nika Vos · Linn van Aanholt · Ymkje Clevering · Tinka Offereins · Países Bajos · 6:19,60                                                                 | Nicoleta-Ancuța Bodnar · Maria Lehaci · Adriana Adam · Amalia Bereș · Rumania · 6:21,50                                                                                        | Daisy Bellamy Lauren Irwin Martha Birtles Heidi Long Reino Unido 6:26,28 |
| Ocho con timonel W8+ (01.06)         | Eleanor Brinkhoff Daisy Bellamy Amelia Standing Juliette Perry Lauren Irwin Martha Birtles Heidi Long Megan Slabbert Jack Tottem (t) Reino Unido 6:02,34 | Linn van Aanholt · Nika Vos · Claire de Kok · Ilse Kolkman · Hermine Drenth · Vera Sneijders · Ymkje Clevering · Tinka Offereins · Dieuwke Fetter (t) · Países Bajos · 6:04,05 | Clara Guerra · Elisa Mondelli · Stefania Gobbi · Giorgia Pelacchi · Silvia Terrazzi · Kiri English-Hawke · Laura Meriano · Alice Codato · Emanuele Capponi (t) · Italia · 6:07,13 |
| Scull individual ligero LW1X (31.05) | Lara Tiefenthaler · Austria · 7:29,38 | Maia Lund · Noruega · 7:31,73 | Mariya Zhovner · AIN · 7:31,76 |

## Medallero
| Núm. | País         | Oro | Plata | Bronce | Total |
| ---- | ------------ | --- | ----- | ------ | ----- |
| 1    | Reino Unido  | 5   | 0     | 2      | 7     |
| 2    | Rumania      | 3   | 2     | 2      | 7     |
| 3    | Alemania     | 3   | 1     | 0      | 4     |
| 4    | Países Bajos | 2   | 3     | 1      | 6     |
| 5    | Austria      | 1   | 1     | 0      | 2     |
| 6    | AIN          | 1   | 0     | 1      | 2     |
| 6    | Polonia      | 1   | 0     | 1      | 2     |
| 8    | Italia       | 0   | 2     | 2      | 4     |
| 9    | Grecia       | 0   | 2     | 0      | 2     |
| 10   | Irlanda      | 0   | 1     | 1      | 2     |
| 11   | Croacia      | 0   | 1     | 0      | 1     |
| 11   | Georgia      | 0   | 1     | 0      | 1     |
| 11   | Noruega      | 0   | 1     | 0      | 1     |
| 11   | Turquía      | 0   | 1     | 0      | 1     |
| 15   | AIN          | 0   | 0     | 1      | 1     |
| 15   | Dinamarca    | 0   | 0     | 1      | 1     |
| 15   | España       | 0   | 0     | 1      | 1     |
| 15   | Francia      | 0   | 0     | 1      | 1     |
| 15   | Moldavia     | 0   | 0     | 1      | 1     |
|      | TOTAL        | 16  | 16    | 15     | 47    |